# بیکرزتاون (پنسیلوانیا)
بیکرزتاون (به انگلیسی: Bakerstown) یک منطقهٔ مسکونی در ایالات متحده آمریکا است که در شهرستان الگینی، پنسیلوانیا واقع شده‌است. بیکرزتاون ۵٫۶ کیلومتر مربع مساحت و ۱٬۷۶۱ نفر جمعیت دارد.